# Pólka-Raciąż
Pólka-Raciąż (dawn. Raciąż-Pólka) – wieś sołecka w Polsce położona w województwie mazowieckim, w powiecie płońskim, w gminie Raciąż. Do 1954 w granicach Raciąża
W latach 1975–1998 miejscowość administracyjnie należała do województwa ciechanowskiego.